# Damarchus assamensis
Espèce
Damarchus assamensis est une espèce d'araignées mygalomorphes de la famille des Bemmeridae.

## Distribution
Cette espèce est endémique d'Assam en Inde,. Elle se rencontre vers Sivasagar.

## Description
Le mâle holotype mesure 14 mm.

## Étymologie
Son nom d'espèce, composé de assam et du suffixe latin -ensis, « qui vit dans, qui habite », lui a été donné en référence au lieu de sa découverte, l'Assam.

## Publication originale
- Hirst, 1909 : « On some new or little-known mygalomorph spiders from the Oriental Region and Australasia. » Records of the Indian Museum, Calcutta, vol. 3, no 4, p. 383-390 (texte intégral).